# Agapetes nuttallii
Agapetes nuttallii är en ljungväxtart som beskrevs av C. B. Cl. Agapetes nuttallii ingår i släktet Agapetes och familjen ljungväxter. Inga underarter finns listade i Catalogue of Life.